# من دیوانه عشق هستم
من دیوانه عشق هستم (به هندی: Main Prem Ki Diwani Hoon) فیلمی محصول سال ۲۰۰۳ و به کارگردانی سورج بارجاتیا است. در این فیلم بازیگرانی همچون ریتیک روشن، آبیشک باچان، کارینا کاپور، پانکاج کاپور، هیمانی شیوپوری، ریما لاگو، طناز ایرانی، فریده جلال، جانی لور، جاوید جعفری ایفای نقش کرده‌اند.

## داستان
سانجانا (کارینا کاپور) دختری شاد و فارغ از دنیای مردانه است داستان از جایی شروع می‌شود که قرار است پریم رئیس شرکت خواهرش که هرگز ندیده به خانه آنها بیاید و مادر سانجانا مُصر است که سانجانا با او ازدواج کند چرا که او بسیار ثروتمند است. پریم با بازی ریتیک روشن از راه می‌رسد و بعد از کشمکش فراوان آنها عاشق هم می‌شوند و به جشن همکار پریم در قایق رفته و پریم اسم سانجانا را روی بازویش تتو می‌کند و شب را باهم می‌گذرانند.
فردای آن روز پریم به مأموریت رفته و خانواده سانجانا از طریق تماسی از خواهر سانجانا، متوجه می‌شوند که او رئیس نبوده بلکه دستیار رئیس است که به دلیل تشابه اسمی و صمیمیت پریم اشتباه متوجه شده بودند. پریم اصلی با بازی آبیشک باچان از راه می‌رسد و عاشق سانجانا می‌شود و به اجبار با پریم اصلی نامزد می‌کند. پریم از راه می‌رسد و بعد ازاینکه متوجه جریان می‌شود به خاطر احساس دینی که به پریم دارد از آنجا می‌رود.
روز عروسی سانجانا مدام گریه می‌کند و منتظر پریم است. بعد از مراسم عقد پریم از راه می‌رسد و سانجانا به طرفش می‌دود یک سیلی به او می‌زند و همان‌جا روی زمین می‌نشیند. آستین پریم پاره می‌شود و همه اسم سانجانا را روی بازوی پریم می‌بینند و متوجه قضیه می‌شوند. پریم هم بعد از اینکه جریان را برایش تعریف می‌کنند به آنها اجازه ازدواج می‌دهد.